# Lindy Elkins-Tanton
Linda T. Elkins-Tanton, aussi connue comme Lindy Elkins-Tanton, née en 1965, est une planétologue américaine.
Ses recherches portent sur l'évolution des planètes telluriques. Elle est chercheuse principale de la mission Psyche de la NASA, destinée à explorer l'astéroïde métallique (16) Psyché, vice-présidente pour l'Université d'État de l'Arizona de l'Initiative interplanétaire et cofondatrice de Beagle Learning, une entreprise de technologie qui forme et mesure la résolution collaborative de problèmes et la pensée critique.

## Carrière
Lindy Elkins-Tanton a obtenu son Bachelor of Science en géologie, son Master of Science en géochimie et son doctorat en géologie, tous du Massachusetts Institute of Technology (MIT). Elle a été professeure au MIT, chercheuse scientifique à l'Université Brown et chargée de cours au St. Mary's College of Maryland (en), et a travaillé dans le monde des affaires pendant plusieurs années. Dans les 10 ans suivant l'obtention de son doctorat et en tant que professeur associé de géologie au MIT, elle a été recrutée au poste de direction du département de magnétisme terrestre de Carnegie. Elle est devenue directrice de l'École des sciences de la Terre et de l'espace de l'Université d'État de l'Arizona le 1er juillet 2014.
Lindy Elkins-Tanton dirige la mission Psyche de la NASA , destinée à explorer l'astéroïde métallique (16) Psyché. Le 4 janvier 2017, la NASA a annoncé que la mission avait été sélectionnée pour procéder à la formulation de la mission. Elkins-Tanton est la deuxième femme à diriger une mission de la NASA vers un corps majeur du système solaire.
Lindy Elkins-Tanton est également cofondatrice et responsable de l'enseignement supérieur pour Beagle Learning, qui fournit des outils logiciels et un coaching qui rendent accessibles les techniques d'apprentissage basées sur l'exploration.

## Récompenses et honneurs
Lindy Elkins-Tanton a été nommé à deux reprises membre Kavli Frontiers of Science de l'Académie nationale des sciences. Elle a reçu un prix CAREER de la Fondation nationale pour la science en 2008 et a été nommée mentor de recherche de premier cycle exceptionnelle de la faculté du MIT en 2009. En 2010, elle a reçu l'Explorers Club Lowell Thomas prize for Exploring Extinction. En 2013, elle a été nommée Astor Fellow à l'Université d'Oxford. hébergée par Tamsin Mather. En 2016, elle a été nommée membre de l'Union américaine de géophysique. En 2020, elle a reçu le prix et lectureship Arthur L. Day. L'astéroïde (8252) Elkins-Tanton porte son nom. Elle est membre de la Académie nationale des sciences et de l'Académie américaine des arts et des sciences. En 2022, William Morrow a publié ses mémoires, A Portrait of the Scientist as a Young Woman.
En 2022, un minéral nouvellement découvert dans la météorite El Ali, l'elkinstantonite, a été nommé d'après Elkins-Tanton par Andrew Locock, de l'Université de l'Alberta.

## Publications sélectionnées
- Linda Elkins-Tanton, The Solar System Six-Volume Set, Facts on File, 2010 (ISBN 978-0-8160-8347-3)
- Linda Elkins-Tanton, Anja Schmidt et Kirsten Fristad, Volcanism and Global Environmental Change, Cambridge University Press, 2015, 310 p. (ISBN 978-1107058378)
- Linda Elkins-Tanton, A Portrait of the Scientist as a Young Woman: A Memoir, HarperCollins, 2022, 272 p. (ISBN 978-0063086906)